# Oreofit

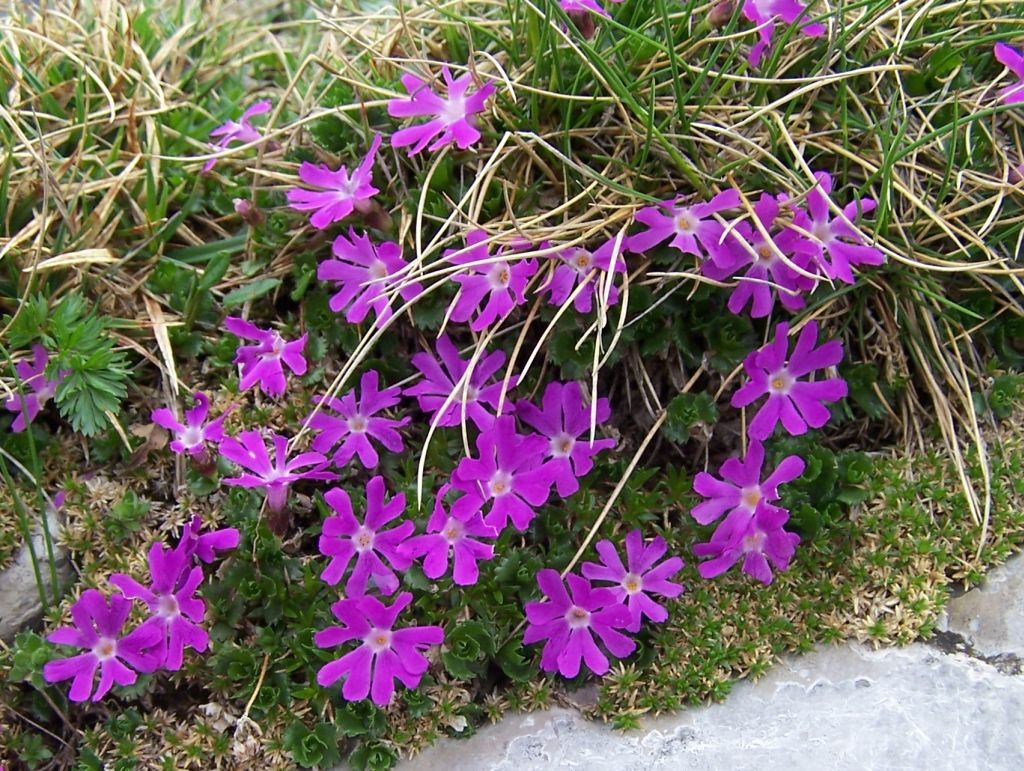
Pierwiosnek maleńki

Oreofit, orofit (gr. óros ‘góra’, phytón ‘roślina’) – roślina wysokogórska, mająca centrum swojego występowania w górach powyżej górnej granicy lasu. Rośliny te posiadają szereg przystosowań, umożliwiających im przetrwanie w trudnych warunkach wysokogórskich.
Specyficzne warunki wysokogórskie wpływające na przystosowania roślin obejmują:
- obniżanie się temperatury wraz z wysokością (zwykle ok. 0,6 °C na każde 100 m wzniesienia w przypadku powietrza wilgotnego i 1 °C w przypadku powietrza suchego),
- silna insolacja, zwłaszcza na stokach południowych, a także promieniowanie UV,
- skrócenie okresu wegetacyjnego.

Adaptacje oreofitów związane są z zabezpieczeniem przed znacznymi zmianami temperatur i promieniowaniem UV – częsta obecność kutneru, wykształcanie drobnych liści, karłowatość, specyficzna budowa skórki, duża zawartość barwników antocyjanowych i karotenoidowych. Przystosowanie do skróconego sezonu obejmuje przyśpieszenie faz rozwoju lub rozłożenie ich na kilka sezonów np. poprzez tworzenie pąków kwiatowych w końcu jednego sezonu i rozwinięcie ich zaraz na początku następnego. Wśród oreofitów dominują rośliny wieloletnie, przy czym ze względu na bardzo wolny wzrost, mimo niewielkich rozmiarów mogą osiągać znaczny wiek, np. w przypadku lepnicy bezłodygowej sięgający 300 lat. Kwiaty tych roślin są często jaskrawe, okazałe, nierzadko z wnętrzem cieplejszym niż otoczenie, często mają lepszą jakość pyłku, skrócony jest też czas zawiązywania nasion. Do szczególnych adaptacji do krótkiego sezonu należy żyworodność.
W Tatrach do oreofitów należą m.in. takie gatunki jak: kuklik rozesłany, pierwiosnek maleńki, różeniec górski, wierzba zielna.
W niektórych ujęciach oreofity utożsamiane są z litofitami – roślinami naskalnymi.